# ネブカドネザル2世
ネブカドネザル2世（Nebuchadnezzar II, 本来のアッカド語表記ではナブー・クドゥリ・ウツウル（Nabû-kudurri-uṣur）、紀元前642年 - 紀元前562年）は新バビロニア王国の2代目の王である（在位：紀元前605年 - 紀元前562年）。アッカド語の名前「ナブー・クドゥリ・ウツウル」は「ナブー神よ、私の最初の息子を守りたまえ」を意味する。マルドゥク神の息子ナブー神は、バビロニアにおける知恵の神である。
彼の名前はかつて誤って「ナブー神よ、クドゥル（Kudurru：国境の境界石）を守りたまえ」と翻訳された。だが、統治者の名前に組み入れられたとき、クドゥルは「最初の息子」または「最も年上の息子」の意味になる。碑文ではネブカドネザルは彼自身のことを「ナブー神に愛されし者にして寵臣」と称している。彼はナボポラッサルの長男である。在位中、荒廃したバビロンの復興工事やエルサレムのバビロン捕囚などを行った。聖書中の「ダニエル書」ほか各種の書に登場する。

## 来歴
ネブカドネザル2世は紀元前630年頃に生まれ、新バビロニア帝国の建国者ナボポラッサルの最も年上の子にしてかつ、彼の後継者であった。ネブカドネザル2世は旧約聖書の中に「ネブカドネザル」又は「ネブカドネツァル」として現れることでも知られる。バビロンは三世紀の間にわたり、同じくメソポタミアの国家であるアッシリア帝国へ従属し続けていたが、ナボポラッサルは北方の大国メディア王国の王・キュアクサレス2世の娘アミュティスをネブカドネザルに嫁がせ、両国の同盟をもってアッシリア帝国を滅ぼしたとされている。しかし紀元前3世紀の著述家ベロッソスによれば、ネブカドネザルはナボポラッサルの息子ではなく姻戚であるとする。バビロンのニトクリス女王が彼の妻だったとも、あるいは娘だったともいわれ、相反する記述が残されている。
ナボポラッサルは、当時エジプトのネコ２世の勢力圏にあったシリア西部地域のアラム諸国を征服することを決意した。彼は息子ネブカドネザルに大軍を与えて西方へ派遣した。ネブカドネザルは前607年から前606年にかけて皇太子としてシリア地方に遠征し、ハランにあったエジプトと同盟するアッシリア帝国の残存勢力を攻撃した。前606年から前605年にかけて、ナボポラッサルがアッシリアを助けるべく出兵したネコ2世率いるエジプト軍に撃退されると、ネブカトネザルは父親に代わって軍を立て直し、カルケミシュとハマトでエジプト軍を打ち破ってシリアの大半を制圧。シリア地方とフェニキアはバビロニアの支配下に入った（カルケミシュの戦い）。ところが、父王ナボポラッサルは前605年8月15日に急死する。ネブカドネザルは急遽バビロンへ帰還し、三週間をかけて政権を握り、父の王位を継いでバビロニア王となった。
彼が王となってすぐにエジプトはシリア地方とイスラエルへの介入を再開した。ネブカドネザルはエジプトによる侵攻を撃退し、さらに前601年にエジプト本土へ勢力を伸ばそうとするが失敗、征服したシリア地方の諸王国において各地で反乱の火の手があがった。ネブカドネザルはすぐにこれらの反乱に対処し、エルサレムを前597年に占領。ユダ王国を属国とし、エホヤキン王を首都バビロンに連行した（第一回バビロン捕囚）。
紀元前595年、ネブカドネザルは東に転じてエラムを攻撃し、かつて全オリエントを征服して覇を唱えたアッシリア帝国の領域から、エジプトを除いたのとほぼ同じ領域を支配下に置いた。
紀元前589年にも再びエジプトがイスラエル地方に侵入し、ユダ王国もこれに乗じて再び反乱を起こしたために前587年に再びエルサレムを包囲した（エルサレム包囲戦）。翌年、エルサレムは陥落。神殿とエルサレムは徹底的に破壊された。ユダ王国は属州イェハドとして併合された。その間に捕らえられた多くの捕虜は首都バビロンへ連行された（第二回バビロン捕囚）。このことは旧約聖書、『列王記』下24:8-25:5、『エレミヤ書』『歴代誌』にも記されている。同じく旧約聖書中の『ダニエル書』は彼によってバビロンへ連行されたユダヤ人たちの物語である。
エルサレムの破壊後、ネブカドネザルは地中海沿岸の都市テュロスに対して13年に及ぶ攻囲（前586年～前573年）を行ったが、完全な勝利を得ることはできず、テュロスがバビロニア帝国に服従することを条件に兵を引くことで決着した。
テュロスとの講和の後、ネブカドネザルは再びエジプトに向かった。大英博物館に収められている粘土板にはこう記されている。
バビロンの王ネブカドネザルの治世第37年、王は、ミズレイムに対して戦争を行った。エジプトのファラオ、アマシス（イアフメス２世）は彼の軍隊を集め、進軍してエジプトの領土外に軍を展開した。
フェニキアの征服とエジプトへの遠征を終えた後、ネブカドネザルはバビロンの再建と装飾に着手した。また、彼は運河、水路、寺院、貯水池を整備した。
ネブカドネザルの治世の後半は史料が乏しい。旧約聖書には彼が発狂したと述べられているが、信憑性の程は分からない。バビロニアの言い伝えによると、ネブカドネザルはその晩年、カルデア王朝の破滅が迫っていることを予言したという（エウセビオスの『福音の備え』第9章第41節で引用される、ベロッソスとアビュデュノスの文章による）。彼はその治世第43年目の第２の月から第６の月の間にバビロンで死亡し、アメル・マルドゥクが跡を継いだ。

### 年表
| 年（紀元前） | 年齢(*) | 出来事                                                                                             |
| ------------ | ------- | -------------------------------------------------------------------------------------------------- |
| 642年頃      | 0       | ネブカドネザルが生まれる                                                                           |
| 612年        | 30      | ニネヴェの戦い／ニネヴェ陥落                                                                       |
| 610年        | 32      | ハラン包囲戦／ハラン陥落（609年）                                                                  |
| 609年        | 33      | メギドの戦い（エジプト軍対ユダ軍）                                                                 |
| 605年        | 37      | カルケミシュの戦い／アッシリアの残党壊滅／ナボポラッサルが没し、ネブカドネザルがバビロニア王になる |
| 597年        | 45      | エルサレムにて第1回バビロン捕囚                                                                    |
| 595年        | 48      | エラム攻略戦                                                                                       |
| 587年        | 55      | エルサレムにて第2回バビロン捕囚                                                                    |
| 586-573年    | 56～69  | テュロス攻囲戦                                                                                     |
| 573年        | 69      | テュロスと和睦し、撤収                                                                             |
| 562年        | 80      | ネブカドネザル、没する                                                                             |

（*生年を紀元前642年として計算した場合の年齢）

## 建築事業

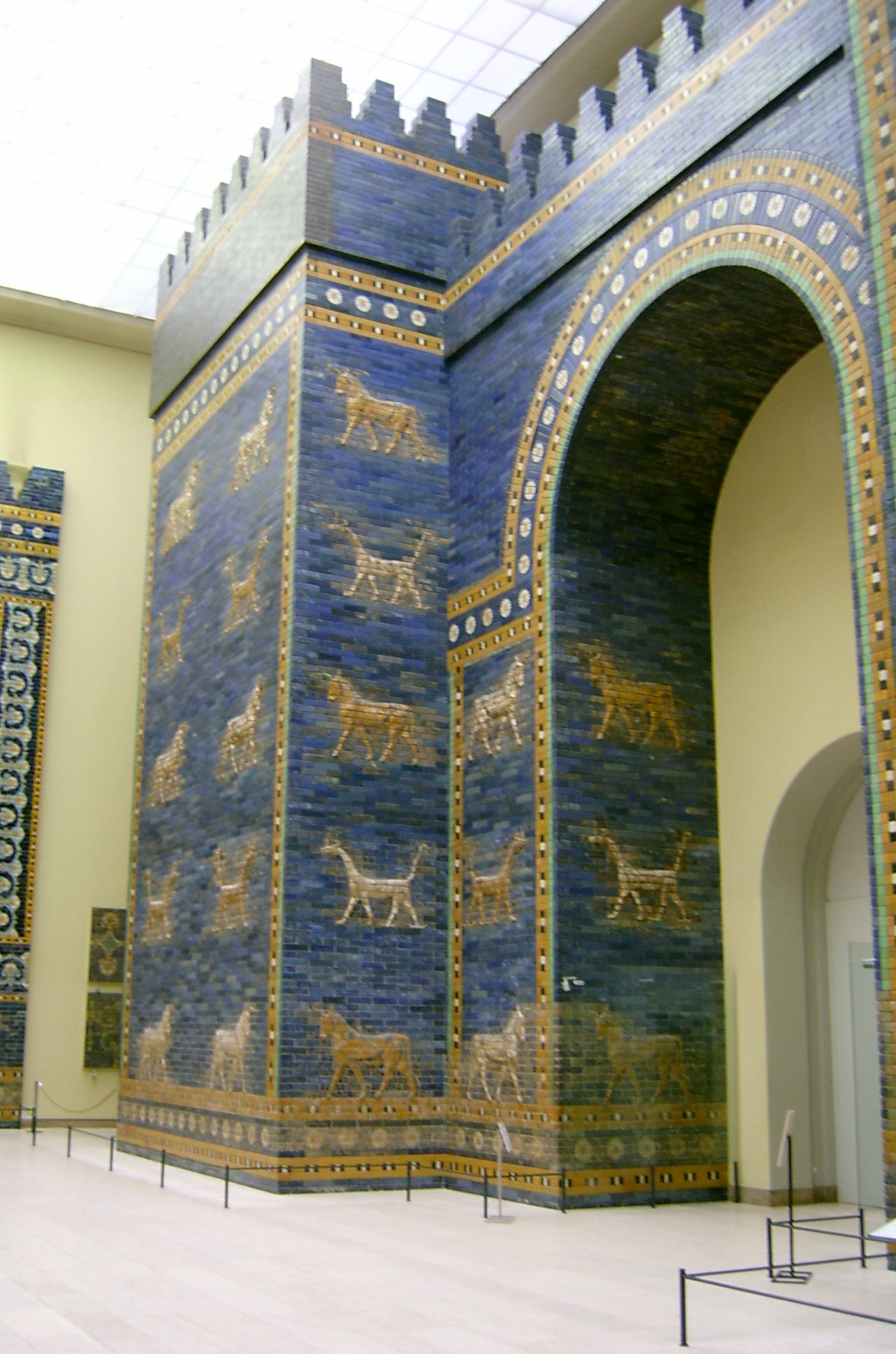
ペルガモン博物館に復元展示されているイシュタル門

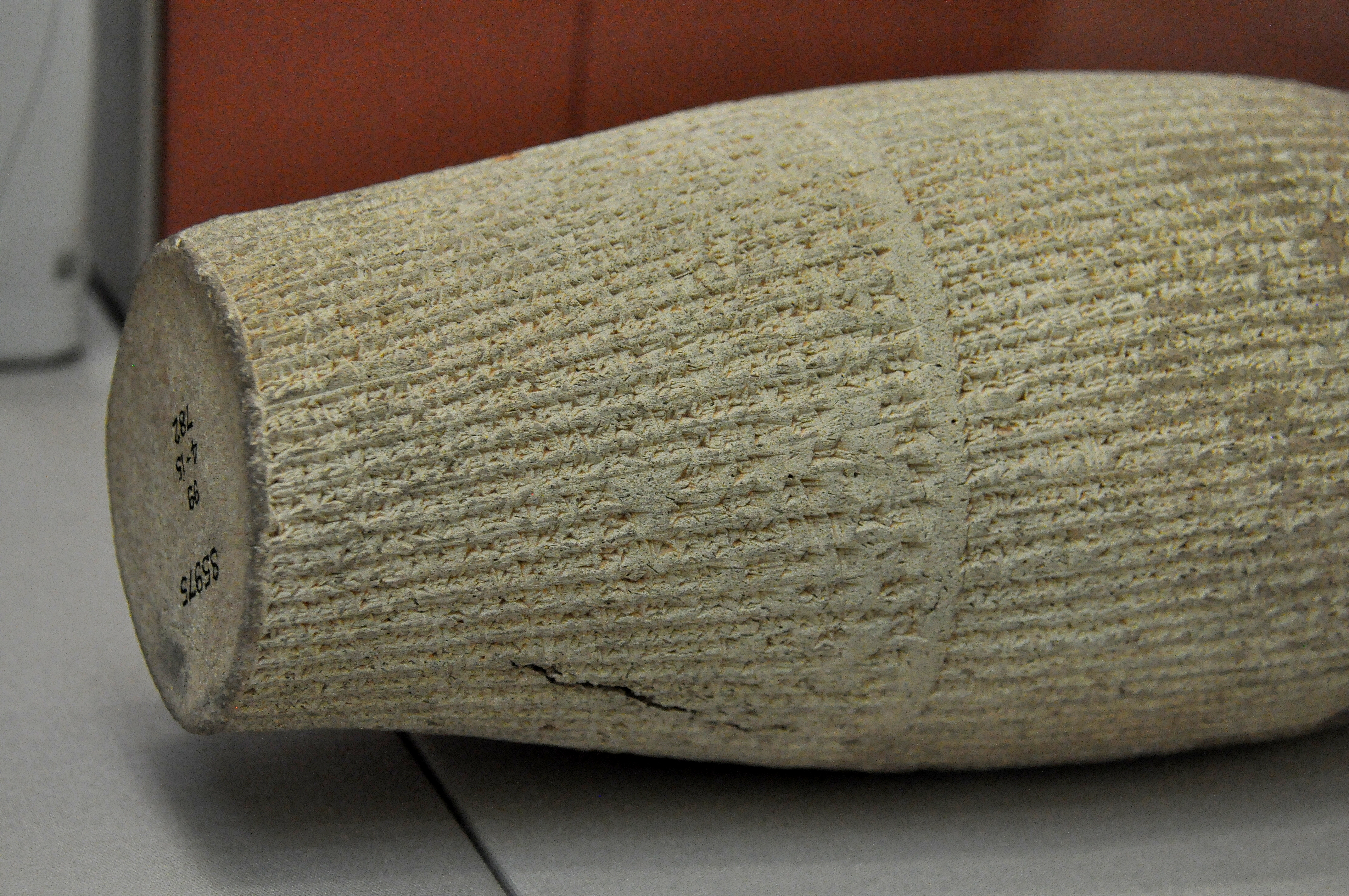
ネブカドネザル2世の円筒形碑文。バビロンにおける建設・再建事業について記されている。イラク、バビロン出土。大英博物館所蔵

ネブカドネザル2世はその治世の間に、バビロン市で大規模な建築事業を行ったことで知られている。ニネヴェが存在した最後の世紀、バビロンは壊滅的に破壊されていた。これは、センナケリブやアッシュールバニパルによる破壊のみならず、バビロン市民による度重なる反乱にもよるものであった。ネブカドネザルは、父ナボポラッサルの事業を継承し、バビロンを世界屈指の都市によみがえらせることを目指した。

バビロンのマルドゥク神殿とジッグラト（エ・テメン・アン・キ）は大幅な改修が行われ規模が拡張された。バビロニアの数多くの守護神に献げるため、目を見張るほど壮大な新しい建築物が建てられた。ナボポラッサルによって始められた王宮の建設を完了させるため、「杉材、青銅、黄金、銀、希少かつ貴重な石」などの物資が惜しみなく費やされた。ユーフラテス川に橋を通かけ、地下道を建設して両岸をつなぎ、市域が対岸にも拡張された。都市の周囲には三重の城壁を建設し、まさに難攻不落となったのである。ネブカドネザルはこれらの建築に使われたレンガなどに自分の名前を刻印させており、バビロン市の整備に情熱を燃やした彼の名を現代に留めている。ユーフラテス川に渡された橋は、とりわけ興味深い。橋は、アスファルトで覆われたレンガの橋脚により支えられているが、この橋脚は、上流側の圧力と下流側の乱流に抵抗するために流線型をしており、水流で土台が揺らぐことを防いでいる。

彼はまた、宮殿に通じる大通り（行列道路）を作り、バビロンに入るための8つの門のうちの１つである「イシュタル門」を建設したとされる。これは彩色レンガを用いて青を基調にした装飾性豊かな門であり、現在、ベルリンのペルガモン博物館で復元展示されているほか、イラクでもレプリカが建設されているなど、古代バビロニアを象徴する建造物の一つとなっている。

ネブカドネザルの建設事業は首都に止まらなかった。彼は、シッパルの湖の再建やペルシア湾での開港、メディアの城壁の建設を行ったとされる。メディアの城壁とは、ティグリス川とユーフラテス川の間に築かれた城壁で、北方からの敵の侵入を防ぐためのものであった。これらの事業には膨大な労働力を要した。マルドゥク神の大神殿の碑文の記述によれば、彼の公共事業に用いられた労働力は西アジア各地から連れてこられた奴隷から成る可能性が極めて高い。

またネブカドネザルがバビロンの空中庭園を造営したという伝説が旧約聖書によって伝えられている。彼はメディア王アステュアゲスの妹で王妃のアミュティスが、故郷を偲んで憂鬱な日々を送っていたのを慰めるためにザグロス山脈を模した空中庭園を建造したのだという（当然のことながら、バビロン地域をはじめとしてイラクは見渡す限りの起伏のない平野である）。これが有名な古代の七不思議の一つであるバビロンの空中庭園の起源譚である。しかし、この伝説が史実であるといえる証拠はまだ見つかっていない。なお、アッシリア王センナケリブがニネヴェで建設した空中庭園は考古学によって存在が明らかとなっており、当時著名であったメソポタミアの巨大建築が造営者不明であったために古代ユダヤ人たちがネブカドネザル2世の名を冠したとする説を唱える学者もいる。

## 後世の作品
ヴェルディのオペラ『ナブッコ』はイタリア語でネブカドネザルの意。ダニエル書を素材にネブカドネザル2世をタイトルロールとしている。

## 関連事項
- 新バビロニア
- ネブカドネザルの年代記
- バビロンの空中庭園
- カルケミシュの戦い
- 聖書の登場人物の一覧